# Oxalis nidulans
Oxalis nidulans är en harsyreväxtart som beskrevs av Eckl. & Zeyh.. Oxalis nidulans ingår i släktet oxalisar, och familjen harsyreväxter. Utöver nominatformen finns också underarten O. n. denticulata.